# Proropoca rubrescens
Proropoca rubrescens är en fjärilsart som beskrevs av George Francis Hampson 1916. Proropoca rubrescens ingår i släktet Proropoca och familjen mott. Inga underarter finns listade i Catalogue of Life.